# Хырмандалы (Билясуварский район)
Хырмандалы (азерб. Xırmandalı) — село в Билясуварском районе Азербайджана.

## Топонимика
Является названием одного из семейств племени Баят.

## История
В XI—XII веках представители племени Хырмандалы создали государство в Казвине. В XVI веке часть этого племени поселилась на территории Ардебиля. Хырмандалы, сыгравшие важную роль в политической жизни государства Сефевидов, за заслуги в приходе к власти шаха Исмаила I и шаха Аббаса I и укреплении государства получили звание «Шахсевенов». На основании письма вождей племени Губинскому хану Фатали-Хану (1758—1789) им было разрешено переселиться из Мугани на территорию Шабран-Мушкула. После этого представители племени основали село Хырмандалы на Муганской равнине, на территории нынешнего Билясуварского района. Часть Хырмандалинцев поселилась в 1760-70-х годах на побережье Каспийского моря — на землях, благоприятных для рыбной и птичьей охоты, а также для выращивания сельскохозяйственных культур, содержания животных — нынешнее село Хырмандалы на территории Масаллинского района.